# Le Jour de la victoire
Pour les articles homonymes, voir Jour de la Victoire.
Le Jour de la victoire (en russe День Победы, Dien' pobiedy) est une des plus populaires parmi les chansons russes à propos de la Seconde Guerre mondiale. La chanson se réfère à la victoire de 1945, mais à la différence des autres chants et marches célébrant cet événement, elle a été composée trente ans plus tard, par le jeune compositeur David Toukhmanov sur des paroles du poète soviétique Vladimir Kharitonov. Malgré ce décalage, le compositeur et vétéran Vladimir Chaïnski disait : « Cette chanson semble avoir voyagé dans le temps. Bien qu'elle fût écrite trois décennies après la guerre, on a aujourd'hui l'impression que c'est elle qui nous a aidé à remporter la victoire. » Sans doute est-ce pour cela que la chanson est toujours interprétée le 9 mai, jour de la victoire, en Russie et dans les autres pays de la CEI.

## Histoire de la chanson

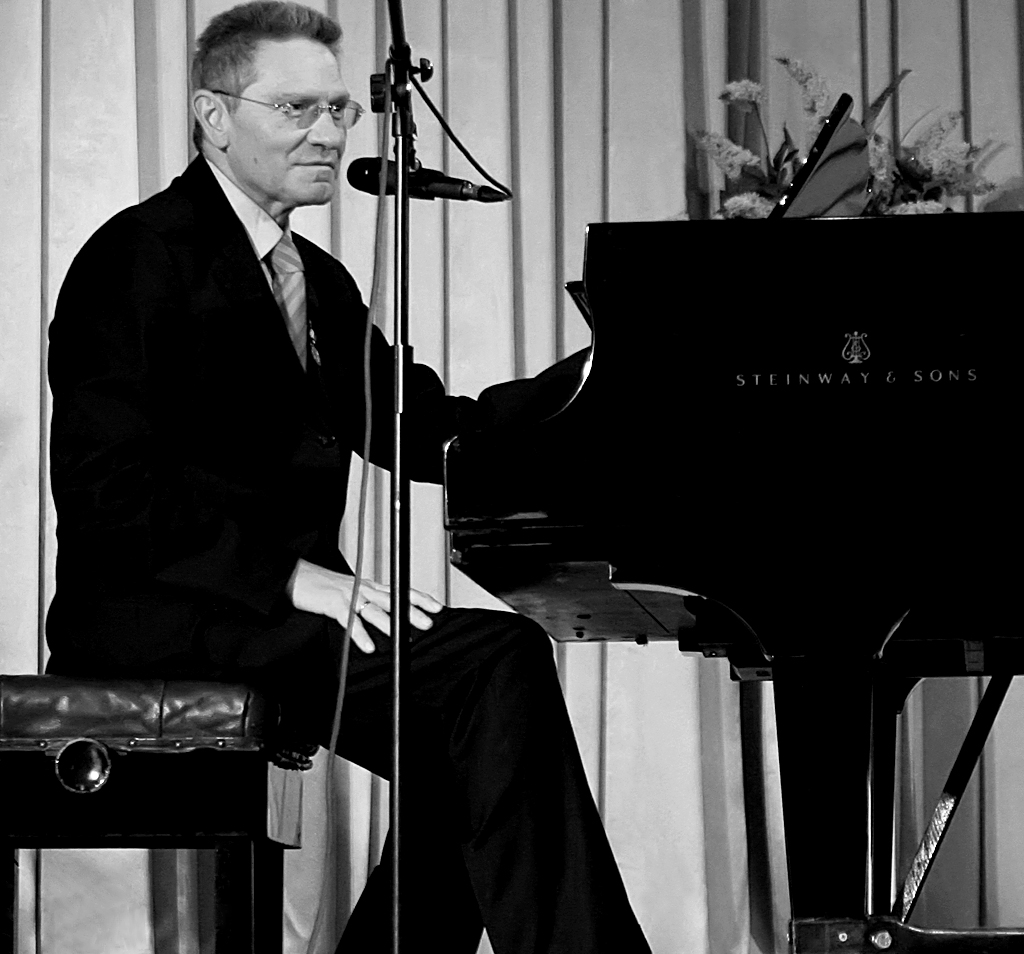
David Toukhmanov, compositeur de la chanson

Le gouvernement soviétique avait décidé, pour commémorer les trente ans de la victoire de 1945, de faire un grand concours de la meilleure chanson sur la guerre. En mars 1975, le poète Vladimir Kharitonov (ru), qui avait pris part à la guerre, proposa à son collaborateur habituel, le jeune compositeur David Toukhmanov (ru) de composer une nouvelle chanson pour l'occasion. Dès qu'elle fut finie, ils l'envoyèrent au jury.
La chanson déplut énormément au jury, principalement composé de vétérans, et dont les goûts musicaux avaient été forgés par le stalinisme. Ils en trouvaient les paroles trop frivoles, et la mélodie trop proche de celles du tango et du fox-trot, deux danses « bourgeoises » interdites en Union soviétique.
Bien que la présentation de cette chanson fût déconseillée, le chanteur soviétique Lev Lechtchenko, alors très populaire en URSS, l'interpréta lors d'un concert à Alma-Ata en avril. Le Jour de la victoire fut aussi interprétée par les Chœurs de l'Armée rouge lors du concert pour la victoire, le 8 mai. Enfin, Lev Lechtchenko la rechanta le 10 novembre, jour de la Militsya, au Palais des Congrès du Kremlin. Il surprit les censeurs, et provoqua surtout un grand engouement de la part du public, qui demanda un bis. La chanson devint Chanson de l'Année en 1975.
Depuis lors, la chanson fut chantée pour toutes les célébrations du Jour de la Victoire en URSS. D'après la Komsomolskaya Pravda, ce serait même une des chansons que Leonid Brejnev aimerait le plus, notamment dans son interprétation par Iosif Kobzon. Kharitonov prophétisait d'ailleurs : « Cette chanson sera chantée longtemps après que nous aurons disparu ».